# كينيث لانجستريث جونسون
كينيث لانجستريث جونسون (بالإنجليزية: Kenneth L. Johnson) (19 مارس 1925 - 21 سبتمبر 2015) مهندس بريطاني، أستاذا في الهندسة في جامعة كامبردج من عام 1977 إلى عام 1992، وحاصل على درجة الزمالة في كلية يسوع، كامبردج. كما أنتخب عضوا في كلا من الجمعية الملكية والجمعية الملكية للهندسة. 

## التعليم

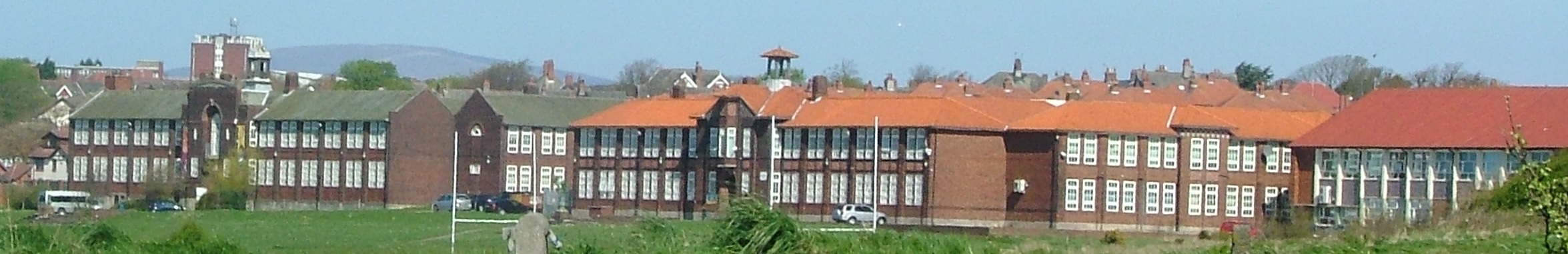
مدرسة بارو

درس جونسون في مدرسة بارو، ونال MScTech وماجستير في الفنون ودكتوراة في الفلسفة من جامعة مانشستر تحت إشراف الدكتور رايت بيكر.

## التكريم
في عام 1982 أنتخب جونسون عضوا في الجمعية الملكية (FRS)، كما نال الميدالية الملكية عام 2003 تقديرا لإسهاماته البارزة في مجال ميكانيكا الاتصال.
في عام 1999، نال جونسون ميدالية وليام براجر من جمعية العلوم الهندسية، كما حصل على ميدالية تيموشينكو في عام 2006.
توفى كينيث لانجستريث جونسون في 21 سبتمبر 2015.

## وصلات خارجية
- Jesus College website
- Jesus College Choir
- Jesus College Student Union website
- Jesus College Graduate Union website نسخة محفوظة 8 أغسطس 2009 على موقع واي باك مشين.
- Map showing the College’s location near the centre of Cambridge
- Jesus College Medical Society website
- Honors & Awards - Timoshenko Medal, الجمعية الأمريكية للمهندسين الميكانيكيين official page, where forms for nomination can be obtained.